# جمهوری پارلمانی
جمهوری پارلمانی نوعی از حکومتِ جمهوری است که در آن حکومت با نظام پارلمانی اداره می‌شود؛ البته رئیس دولت در این نظام از طرف پارلمان انتخاب می‌شود و پارلمان قادر است کنترل زیادی را بر کابینه از طریق رای اعتماد و استیضاح و سؤال از وزیران اعمال کند، پارلمان مهم‌ترین منبع قدرت در این حکومت محسوب می‌شود. این به این معناست که بین قوهٔ مجریه و قوهٔ مقننه جدایی مشخصی وجود ندارد و تفکیک قوا نسبی انجام شده‌است.
انواع متفاوتی از جمهوری‌های پارلمانی در دنیا وجود دارد، که در بیشتر آن‌ها دو مقام متفاوت سمت رئیس کشور و رئیس دولت را بر عهده گرفته‌اند. رئیس دولت که در جمهوری مجلسی معمولاً نخست‌وزیر یا صدراعظم نامیده می‌شود ریاست قوهٔ مجریه را بر عهده دارد و قدرت اصلی اجرایی کشور در اختیار اوست. اما رئیس کشور یا رئیس‌جمهور مقامی تشریفاتی یا دارای اختیاراتی محدود محسوب می‌شود که جایگاه آن با پادشاه در نظام‌های پادشاهی مشروطه قابل مقایسه است؛ ولی در جمهوری‌های ریاستی اغلب رئیس‌جمهور هم ریاست کشور و هم ریاست دولت را بر عهده دارد و از اختیارت وسیع اجرایی برخوردار است.

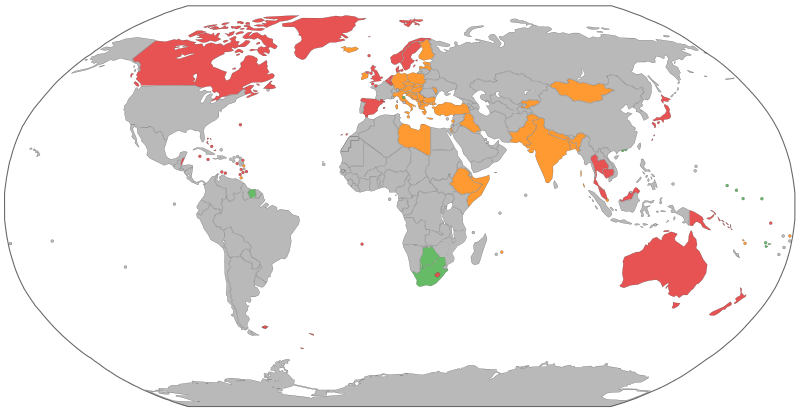
جمهوری‌های پارلمانی در نقشه جهان با رنگ نارنجی نمایش داده شده‌اند و کشورهای پادشاهی مشروطه با رنگ قرمز دیده می‌شوند. رنگ سبز شامل جمهوری‌های پارلمانی می‌شود که ریاست کشور و ریاست دولت در اختیار رئیس‌جمهور است.

در تعدادی از جمهوری‌های پارلمانی که شامل آفریقای جنوبی، سورینام، بوتسوانا، جزایر مارشال و نائورو می‌شوند، ریاست دولت و کشور به یک مقام یعنی رئیس‌جمهور واگذار شده‌است. با این حال شیوهٔ انتخاب رئیس‌جمهور در این جمهوری‌ها مشابه شیوهٔ انتخاب نخست‌وزیر در جمهوری‌های پارلمانی دیگر است، یعنی پارلمان رهبر حزب پیروز یا ائتلاف پیروز در انتخابات را به عنوان رئیس‌جمهور انتخاب می‌کند و با پایان دورهٔ پارلمان، دورهٔ ریاست‌جمهوری هم به پایان می‌رسد.

## تاریخچه
شکل امروزی نظام حکمرانی صدر اعظم در سده ۱۸ میلادی در پادشاهی بریتانیای کبیر و سوئد رخ داده است.
در نظام پارلمانی، ریاست قوه مجریه بر عهده نخست‌وزیر منتخب مجلس است و نه رئیس‌جمهوری منتخب در انتخابات سراسری با رای مستقیم مردم.
تفاوت عمده سیستم پارلمانی و ریاستی در این است که گاه نخست‌وزیر نمی‌تواند وزرای کابینه‌اش را به میل خود نصب کند چرا که ممکن است نامزد یک حزب برای نخست‌وزیری نتواند حد نصاب اکثریت پارلمان را به‌دست‌آورد و برای همین احزاب برای رسیدن به حد نصاب گاه مجبورند با رقبای خود دست به ائتلاف بزنند که در این صورت هر یک از احزاب ائتلاف‌کننده بابت همراهی با نخست‌وزیر و کمک به او برای انتخاب شدنش، سهمی از قدرت می‌خواهند و برای همین نخست‌وزیر مجبور است چند وزارتخانه یا ریاست برخی نهادهای دولتی را بابت این سهم‌خواهی و برخلاف میل خود به رقبا بسپارد، اما در نظام‌های ریاستی چنین پدیده‌ای دیده نمی‌شود.

## پیشنهاد ایجاد نظام پارلمانی در ایران
در پیش نویس قانون اساسی ــ که در نوفل لوشاتو به امضای سید روح‌الله خمینی رسید ــ قرار بود حکومت ایران پس از انقلاب، حکومتی جمهوری و بر مبنای رای مردم باشد. روح‌الله خمینی در مصاحبه‌ای در دوران اقامت در فرانسه و پیش از انقلاب ۱۳۵۷ ایران در پاسخ به پرسش خبرنگار غربی که پرسید، منظور شما از جمهوری چگونه حکومتی است؟ گفت: چیزی شبیه همین که در کشورهای شماست (نقل به مضمون).
مشکل تشکیل نظام پارلمانی در ایران به مواردی چون فرهنگ سیاسی لازم، احزاب سیاسی قدرتمند، نظام انتخابات متناسب و موانع ساختاری در قانون اساسی برمی گردد پس امکان تحقق نظام پارلمانی در ایران اصولاً وجود ندارد هر چند که در بدنه اصلی حکومت جمهوری اسلامی، به جهت میل به افزایش قدرت سیاسی اقتصادی، بارها این بحث به میان آمده‌است.

### موافقان نظام پارلمانی در ایران
- علی لاریجانی
- حشمت الله فلاحت‌پیشه
- محمد رضا باهنر
- قاضی زاده هاشمی
- عزت‌الله ضرغامی
- مسعود رضایی

#### جمهوری‌های پارلمانی با رئیس‌جمهور اجرایی
در این نظام، رئیس کشور و رئیس دولت به‌صورت مشترک در قالب یک رئیس‌جمهور اجرایی عمل می‌کنند. رئیس‌جمهور یا توسط پارلمان انتخاب می‌شود، یا همانند مورد کشور کیریباتی، از میان نامزدهای معرفی‌شده توسط پارلمان و با رأی مردم برگزیده می‌شود. برای باقی‌ماندن در قدرت، رئیس‌جمهور باید حمایت پارلمان را حفظ کند. در عمل، رئیس‌جمهور در این نظام کارکردی مشابه با نخست‌وزیر در دیگر نظام‌های پارلمانی دارد.
 بوتسوانا 
 گویان 
 کیریباتی 
 جزایر مارشال
 نائورو
 آفریقای جنوبی